# Startlap.hu
A Startlap.hu Magyarország leglátogatottabb internetes híraggregátor oldala és linkgyűjteménye. 2014-ben a 4. leglátogatottabb magyar oldal volt több mint 448 187 napi látogatóval. A Startlap a második leggyakrabban látogatott hazai kezdőlap 2020-ban, naponta átlagosan 320 000 látogató keresi fel a portált.  
A Startlap.hu immáron 25 éve szolgáltat tematizált és aggregált tartalmakat a hazai internetezők számára, különböző formában. Az oldal jelenleg is elsődleges funkciójaként segít eligazodni az internet útvesztőjében.

## Története
1999-ben indult el, mint linkgyűjtő oldal.
2018-ban saját tartalomgyártás jelenik meg az oldalon, Vásárlás témában, majd 2019-ben az Utazás rovat is elindul, népszerű vendégszerzőkkel.
2020-ban 16 év után megújult a Startlap logója, és ezzel együtt az arculat is frissült, valamint visszatér a portál korábbi kedvenc kabalafigurája, Bubba, aki ezentúl, mint a Startlap „okoseszköze” segíti a látogatókat.